# Râul Zănescu
Râul Zănescu este un curs de apă, afluent al râului Slatina. 